# Gerwasia
Gerwasia is een geslacht van roesten uit de familie Phragmidiaceae. De typesoort is Gerwasia rubi.

## Soorten
Volgens Index Fungorum telt het geslacht 20 soorten (peildatum mei 2023):
| Soortnaam                  | Auteur(s)                             | Publicatiejaar |
| -------------------------- | ------------------------------------- | -------------- |
| Gerwasia clara             | (H.S. Jacks. & Holw.) Buriticá        | 1994           |
| Gerwasia columbiensis      | (F. Kern & Whetzel) Buriticá          | 1994           |
| Gerwasia cundinamarcensis  | (Mayor) Buriticá                      | 1994           |
| Gerwasia epiphylla         | (Arthur) Cummins                      | 1962           |
| Gerwasia guanganensis      | P. Zhao & L. Cai                      | 2021           |
| Gerwasia holwayi           | (H.S. Jacks.) Buriticá                | 1994           |
| Gerwasia imperialis        | (Speg.) J.C. Lindq.                   | 1963           |
| Gerwasia jeffersii         | (Jørst.) Buriticá                     | 1994           |
| Gerwasia lagerheimii       | (Magnus) Buriticá                     | 1994           |
| Gerwasia mayorii           | (H.S. Jacks.) Buriticá                | 1994           |
| Gerwasia peruviana         | (H.S. Jacks.) Buriticá                | 1994           |
| Gerwasia pittieriana       | (Henn.) León-Gall. & Cummins          | 1981           |
| Gerwasia quitensis         | (Lagerh.) Buriticá                    | 1994           |
| Gerwasia rosae             | F.L. Tai                              | 1947           |
| Gerwasia rubi              | Racib.                                | 1909           |
| Gerwasia rubi-playfairiani | P. Zhao & L. Cai                      | 2021           |
| Gerwasia rubi-urticifolii  | (Mayor) Buriticá                      | 1994           |
| Gerwasia standleyi         | (Cummins) Cummins & Y. Hirats.        | 1983           |
| Gerwasia tayronensis       | Salazar-Yepes, Pardo-Card. & Buriticá | 2007           |
| Gerwasia variabilis        | (Mayor) Buriticá                      | 1994           |